# オン・エヴリー・ストリート
『オン・エヴリー・ストリート』（On Every Street）は、イギリスのロック・バンド、ダイアー・ストレイツが1991年に発表した6作目のスタジオ・アルバム。バンドは1988年9月に解散を発表しており、本作は事実上の再結成アルバムに当たるが、1995年には再び解散し、結果的には最後のスタジオ・アルバムとなった。

## 録音
前スタジオ・アルバム『ブラザーズ・イン・アームス』（1985年）当時のメンバーのうち、ドラマーのテリー・ウィリアムズを除く4人が再結集したが、正式なドラマーは不在で、本作では主にジェフ・ポーカロがドラムスを担当した。ポーカロはダイアー・ストレイツへの正式加入も打診されたが、TOTOに留まることを望み、誘いを断ったという。また、「ヘヴィ・フュエル」や「プラネット・オブ・ニューオリンズ」ではマヌ・カチェがドラムスを担当。カチェが2009年にMusicRadarで語ったところによると、「ヘヴィ・フュエル」では当初ポーカロがドラムスを演奏したが、マーク・ノップラーは「別のアプローチを試してみたい」という理由からカチェを起用し、本人曰く「自分のせわしないスタイル」で叩いたとのことである。
ノップラーは当時、カントリー歌手のヴィンス・ギルもダイアー・ストレイツに誘っており、ギルは本作にバックグラウンド・ボーカルで参加したが、バンド加入の話は断った。
ノップラーは1992年2月5日付の『ロサンゼルス・タイムズ』紙に掲載されたインタビューで、本作について「私は自分のアルバムが好きじゃなくて、とても聴けない。でも、このアルバムは聴ける。それは、ただ皆が一緒に演奏して互いに張り合い、それをそのままにして、あまり弄り回さないようにしようと決めたことが理由の一つじゃないかな」と語っている。

## ツアー
1991年8月に始まったワールド・ツアーではクリス・ウィッテンがドラムスを担当し、フィル・パーマー、クリス・ホワイト、ポール・フランクリン、ダニー・カミングスもサポート・メンバーとして参加。1992年5月のニーム公演とロッテルダム公演におけるライヴ録音は、アルバム『オン・ザ・ナイト〜ダイアー・ストレイツ・ライヴ』（1993年）に収録された。

## 反響
本作は1991年9月21日付の全英アルバムチャートで初登場1位となり、35週チャート圏内に入った。本作からの先行シングル「コーリング・エルヴィス」は全英シングルチャートで21位に達し、その後「ヘヴィ・フュエル」は全英55位、「オン・エヴリー・ストリート」は42位、「バグ」は67位を記録。
本作はヨーロッパ諸国でも大ヒットした。オランダのアルバム・チャートでは10週連続で1位を獲得し、合計58週にわたりトップ100入りしている。オーストリアのアルバム・チャートでは4週連続で1位を獲得。
一方、アメリカでは『ブラザーズ・イン・アームス』ほどの成功を得られなかった。本作は1991年11月にRIAAによってプラチナ・ディスクに認定されるが、Billboard 200では最高12位に終わり、本作からのシングルは、いずれも総合チャートのBillboard Hot 100に入らなかった。ただし、『ビルボード』のメインストリーム・ロック・チャートでは「ヘヴィ・フュエル」が1位、「コーリング・エルヴィス」が3位、「バグ」が8位を記録している。

## 評価
音楽評論家のKaren Schoemerは1991年9月22日付の『ニューヨーク・タイムズ』紙において「ダイアー・ストレイツの作品の中で最も大胆さに欠けるアルバム」と評した。また、Don Mcleeseは『ローリング・ストーン』誌において5点満点中3点を付け「ノップラーが申し分のないギタリストで、絶妙な味わいを持つミュージシャンだということを再確認させてくれる。しかし、申し分のなさはロックにおいて大した美徳ではなく、味わい深さは退屈に直結するということも見えてしまう」と評している。
一方、Deborah Wilkerは1991年9月19日付の『Sun-Sentinel』紙において「このレイド・バックした作品は、一部のファンが期待したようなロックではない」としながらも「昨年ノップラーがチェット・アトキンスと共に行った魅力的なギター・プロジェクト『ネック&ネック』を覚えているファンなら、『On Every Street』は、理にかなった延長線上にあることが分かるだろう」と評している。

## 収録曲
全曲ともマーク・ノップラー作。
1. コーリング・エルヴィス "Calling Elvis" – 6:27
2. オン・エヴリー・ストリート "On Every Street" – 5:04
3. ホエン・イット・カムズ・トゥ・ユー "When It Comes to You" – 5:01
4. フェイド・トゥ・ブラック "Fade to Black" – 3:50
5. バグ "The Bug" – 4:16
6. ユー・アンド・ユアー・フレンド "You and Your Friend" – 5:59
7. ヘヴィ・フュエル "Heavy Fuel" – 5:10
8. アイアン・ハンド "Iron Hand" – 3:09
9. 天国への切符 "Ticket to Heaven" – 4:25
10. マイ・パーティ "My Parties" – 5:33
11. プラネット・オブ・ニューオリンズ "Planet of New Orleans" – 7:48
12. ハウ・ロング "How Long" – 3:49

## 参加ミュージシャン
- マーク・ノップラー - ボーカル、ギター
- アラン・クラーク - キーボード、ストリングス指揮
- ガイ・フレッチャー - キーボード、バックグラウンド・ボーカル
- ジョン・イルズリー - ベース、バックグラウンド・ボーカル

アディショナル・ミュージシャン
- フィル・パーマー - ギター
- ポール・フランクリン - スティール・ギター
- ジェフ・ポーカロ - ドラムス
- マヌ・カチェ - ドラムス(on #7, #11)
- ダニー・カミングス - パーカッション
- クリス・ホワイト - サックス
- ヴィンス・ギル - バックグラウンド・ボーカル
- ジョージ・マーティン - ストリングス指揮